# Öster-Svan
Öster-Svan är en sjö i Säffle kommun i Värmland och ingår i Göta älvs huvudavrinningsområde. Sjön är 17,5 meter djup, har en yta på 2,18 kvadratkilometer och befinner sig 77,1 meter över havet. Sjön avvattnas av vattendraget Lillälven (Börkusälven).

## Delavrinningsområde
Öster-Svan ingår i det delavrinningsområde (656636-131503) som SMHI kallar för Utloppet av Öster-Svan. Medelhöjden är 107 meter över havet och ytan är 14,31 kvadratkilometer. Räknas de 18 avrinningsområdena uppströms in blir den ackumulerade arean 193,85 kvadratkilometer. Lillälven (Börkusälven) som avvattnar avrinningsområdet har biflödesordning 3, vilket innebär att vattnet flödar genom totalt 3 vattendrag innan det når havet efter 248 kilometer. Avrinningsområdet består mestadels av skog (53 procent) och jordbruk (16 procent). Avrinningsområdet har 2,44 kvadratkilometer vattenytor vilket ger det en sjöprocent på 17,1 procent. Bebyggelsen i området täcker en yta av 0,54 kvadratkilometer eller 4 procent av avrinningsområdet.